# آزادی کجاست؟
فیلمی کمدی-درام به کارگردانی روبرتو روسلینی. که در سال ۱۹۵۴ منتشر شد.
این فیلم در تولید مشکل داشت. پس از تیراندازی چند صحنه، روسلینی علاقه اش را برای ادامه دادن از دست داد و مجموعه را رها کرد. این کار پس از حدود یک سال انجام شد، بیشتر از ماریو مونیچلی، با صحنه‌هایی نیز توسط لوچو فولچی و فدریکو فلینی انجام شد. با وجود این، روسلینی تنها مدیر فیلم شناخته شده‌است.

## بازیگران
- Totò: سالواتوره لو Jacono
- ورا Molnar: Agnesina
- نیتا داور: maratoneta دی danza
- فرانکا Faldini: ماریا
- Leopoldo Trieste: Abramo Piperno
- آنتونیو Nicotra: maresciallo
- سالوو Libassi: maresciallo #2
- جاکومو روندینلا: carcerato
- اوگو دآلسیو: giudice
- ماریو کاستلانی: pubblico ministero
- وینچنستو Lex: avvocato difensore
- پی‌یترو کارلونی: پیترو
- فورتوناتو میزیانو